# Menez Kamm
 (août 2025).
Si vous disposez d'ouvrages ou d'articles de référence ou si vous connaissez des sites web de qualité traitant du thème abordé ici, merci de compléter l'article en donnant les références utiles à sa vérifiabilité et en les liant à la section « Notes et références ».
Pour les articles homonymes, voir Menez et Kamm.
Menez Kamm est un manoir situé en la commune de Spézet dans le Finistère. Il est connu pour avoir appartenu à la comtesse Vefa de Saint-Pierre et avoir abrité de 1970 à 1976 un important foyer culturel breton.

## Historique

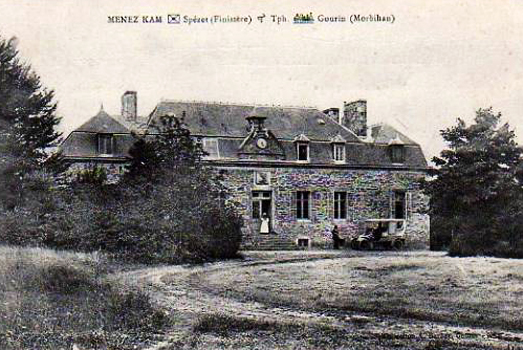
Le manoir vers 1910

Dans les années 1880, un Américain, sir Henri Moulton, amateur de chasse et de grands espaces décide de bâtir un vaste manoir dans les Montagnes Noires au cœur de la « montagne tordue » (menez-kamm). En 1908, Vefa de Saint-Pierre achète l’austère manoir de Menez Kamm et ses deux cents hectares de terres. Cette Comtesse est une militante de la langue bretonne : « Le bilinguisme est un immense avantage. Il faut apprendre le breton aux enfants et ensuite, ils apprendront l’anglais en trois ou quatre mois. ».
L’été, le domaine accueille des camps interceltiques et les scouts Bleimor, organisation de scouts bretons, dont fait partie le jeune Alan Cochevelou qui deviendra Alan Stivell. En 1961, la propriétaire confie la gestion de Menez-Kamm à l’association KVS (Kedevrigeh vreizhat a Sevenadurezh) présidée par Louis Le Floc’h, un ecclésiastique et poète de langue bretonne, assisté de Pêr Denez pour promouvoir la culture bretonne et les échanges avec d'autres cultures, celtiques et autres. Le travail de restauration fut entièrement assuré par des bénévoles. Menez-Kamm dès cette époque devint rapidement un site d'accueil et de rencontres de différentes cultures. Pierre Lemoine, bien après, fut le président-fondateur du Foyer de jeunes européens de Menez-Kamm. Mais le décès de Vefa de Saint-Pierre, en 1967, remet en cause la tâche de KVS qui fonctionne sans subvention.
En 1970, de retour en Bretagne, Yannig Baron anime, aux côtés de Yann Goasdoué et leurs épouses, le foyer de Menez Kamm. Leur projet consiste à tenir une auberge consacrée à la culture bretonne où les hôtes participent aux tâches domestiques contre un hébergement bon marché. Le manoir est rénové d'une manière sommaire, mais suffisante. Menez Kamm est situé au cœur de la Bretagne, ce qui en fait un lieu central pour la vie culturelle bretonne. Le foyer dure jusqu'en 1976. 
Des veillées étaient organisées périodiquement. C'est au cours de l'une d'entre elles que Youenn Gwernig a chanté pour la première fois en public et a décidé de faire de la scène. De nombreux chanteurs et sonneurs traditionnels y sont passés et ont contribué au rayonnement du centre : Glenmor, Stivell, Servat, Gweltaz ar Fur, Kerguiduff, Kirjuhel, Namnediz, Breizerien, Triskell, Kouerien Saint-Yann, les Sœurs Goadec, les frères Lochmeks... Il y a eu aussi des chanteurs occitans, des chanteurs basques, des musiciens et chanteurs irlandais. L'illustrateur Nono en fera également partie. 
Outre les veillées périodiques, il accueillait des stages : langue bretonne, musique, etc., et recevait des résidents lors des vacances scolaires et pour les week-ends.
Implanté à Spézet, il est à l'origine de la création de l'entreprise de diffusion du livre et du disque bretons Coop Breizh, du groupe de musique Diaouled Ar Menez... Un 33 tours y a été enregistré avec les artistes présents lors des veillées en 1973 sous le label Arfolk intitulé Beilhadeg e Menez-Kamm dans la version breton et Veillée bretonne à Menez-Kamm en français.
En 1975, Yann Goasdoué cède sa place d'animateur à Pierrick Le Dréau. Le centre ferme en août 1976. La propriété est rétrocédée à la famille de Vefa de Saint-Pierre. Le manoir et ses terres abritent ensuite une exploitation agricole.

## Publications

### Disques
- Beilhadeg e Menez-Kamm (rencontre Bretagne/Euzkadi/Occitanie), Artfolk (avec Dir Ha Tan, Andrea Ar Gouilh, Mikaël Scoarneg Michel Scouarnec , Diaouled Ar Menez, Glenmor, Youenn Gwernig, Joëla Baron, Kourerien Sant Yann, Euskariz, Patric)
- Diwan (soutien aux écoles en langue bretonne Diwan)
- Kanaouennou Evit ar Vugale, 45 tours (avec Dan Ar Braz, Denez Abernot, Gweltaz Ar Fur, Fanch Bernard, Yon Gouez et Bernez Sever)